# 灵昆街道
灵昆街道是中华人民共和国浙江省温州市洞头区下辖的一个街道，原属龙湾区。

## 行政区划
灵昆街道下辖以下村级行政区划单位：镇中社区、海思村、双昆村、上岩头村、沙塘村、王相村、叶先村、周宅村、北段村和九村。